# Übertakten

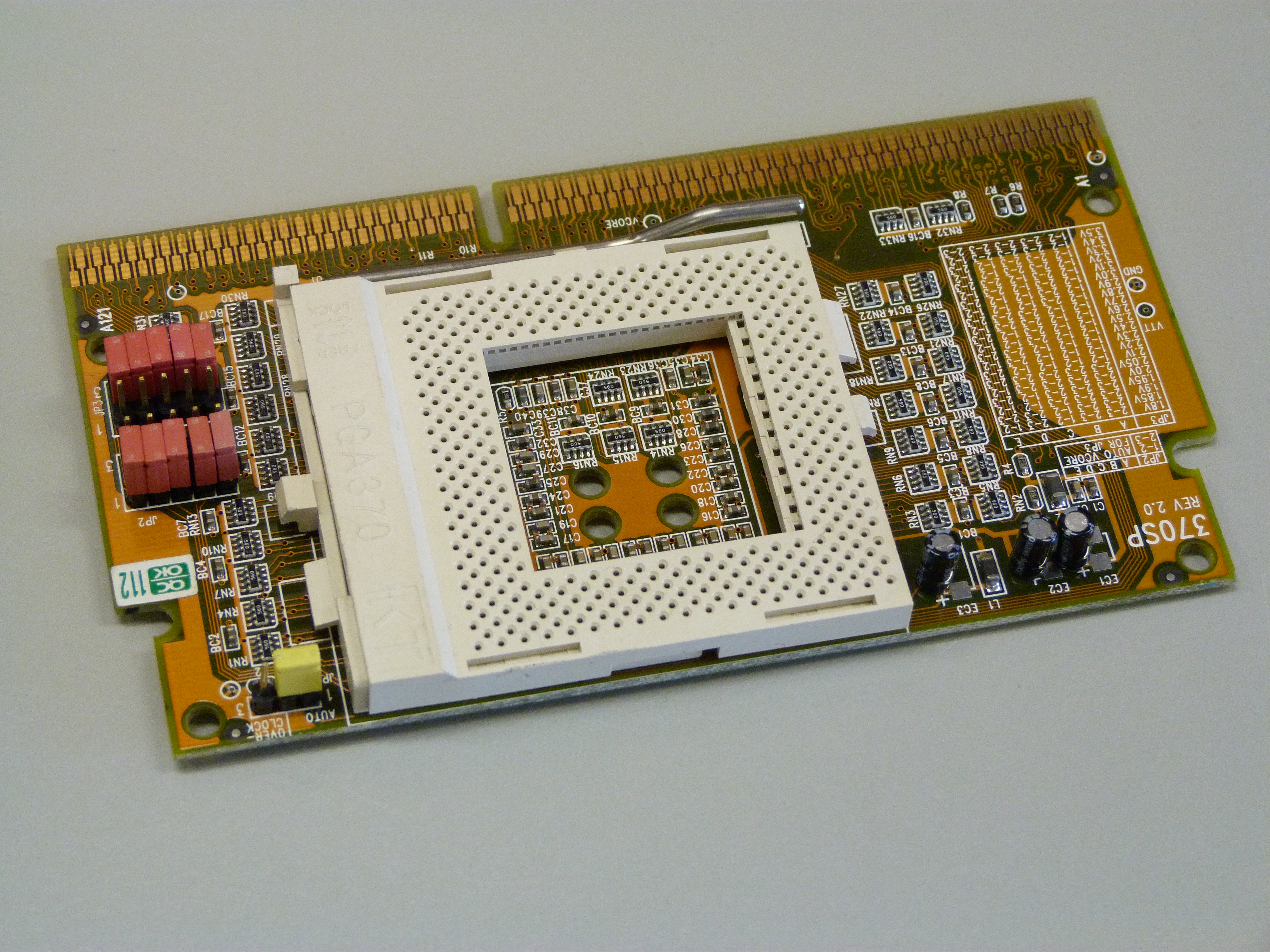
Steckbrücke (gelb) zum Übertakten eines Celeron-Prozessors

Als Übertakten (englisch overclocking) wird das Betreiben von Prozessoren oder anderer Computer-Bauteile (Hardware-Komponenten) mit einer höheren Taktfrequenz oberhalb der normalen Hersteller-Spezifikation bezeichnet, mit dem Ziel, die Rechenleistung zu steigern. Das Gegenteil hierzu ist das Untertakten, das meist als Energiesparmaßnahme oder auch mit dem Ziel einer längeren Lebensdauer angewandt wird.
Gelegentlich werden auch Funktionen zur dynamischen Erhöhung des Prozessortaktes als Übertakten bezeichnet, wie etwa AMDs Turbo Core Technology und Intels Turbo Boost Technology. Hierbei handelt es sich jedoch um von den Herstellern beabsichtigte Takterhöhung innerhalb eines festgelegten Rahmens.

## Überblick
Die Erhöhung der Taktraten von Komponenten, wie z. B. CPU, Grafikkarte oder Arbeitsspeicher, resultiert in einer Leistungserhöhung des Gesamtsystems.
Möglich wird dies, da die Hersteller aufgrund der Entwicklungs- und Produktionskosten nur wenige Versionen eines Mikrochips entwerfen. Des Weiteren unterscheiden sich die auf einem Wafer hergestellten Mikrochips in der Qualität dahingehend, dass die Wärmeentwicklung bei gleicher Taktrate variiert.

## Vorgehen
Kleine Mikrochips werden übertaktet, indem man den Taktgenerator (einen Schwingquarz) austauscht.
Um das System auch bei höheren Taktraten stabil zu halten, wird oft die Betriebsspannung (bei CPUs die Kernspannung) erhöht. Dies kann jedoch zu Überhitzung und anderen Problemen führen (siehe Abschnitt Gefahren).
Der Takt einer Komponente eines Computers lässt sich meist im BIOS und/oder durch spezielle Software während des Betriebes einstellen. Ältere Mainboards besitzen zudem oft auch noch Steckbrücken zur Frequenzeinstellung. Bei CPUs setzt sich der Takt aus einem Referenztakt sowie einem Multiplikator zusammen. So ergibt zum Beispiel ein Referenztakt von 200 MHz und ein Multiplikator von 10 einen Prozessortakt von 2000 MHz. Der Referenztakt ist klassisch der Takt des Front Side Bus (FSB); da moderne CPUs aber keinen FSB mehr haben, wird heute ein anderer Takt, zum Beispiel der Uncore-Takt, verwendet. In vielen Fällen führt eine Erhöhung des Referenztaktes auch zur Erhöhung des Taktes von anderen Komponenten als der CPU (z. B. von Bussen oder des Speichers). Bei vielen CPUs ist der Multiplikator gesperrt, sodass sie nur über den Referenztakt übertaktet werden können.

## Stabilität
Übertaktete Systeme können instabil werden und (Rechen-)Fehler produzieren. Diese äußern sich in einem System-Crash, abstürzenden Programmen oder ähnlich unerwünschten Ereignissen. In einer empirischen Studie von Microsoft Research mit einer Million untersuchten Computern und Laptops aus dem Jahre 2011 wurde beobachtet, dass übertaktete Systeme ein signifikant höheres Risiko für Abstürze haben. Vor allem One-Bit-Flip-Fehler im DRAM wurden nachgewiesen. Selbst Systeme, die nur wenig übertaktet wurden, wiesen eine höhere Rate von Systemabstürzen auf.
Beim Übertakten eines PC-Systems wird meist schrittweise vorgegangen. Nach jeder Anhebung eines Taktes werden Stabilitätstests durchgeführt. Die Stabilität nach dem Übertakten wird oftmals mit Programmen getestet, die die Komponente voll auslasten, wie Prime95 für Prozessoren. Übersteht das übertaktete System die mehrstündigen sogenannten Torture Test, wird es in der Regel als stabil angesehen.

## Gefahren
Beim Betreiben von Komponenten außerhalb ihrer Spezifikationen erlischt in nahezu allen Fällen die Garantie des Herstellers. Auch kann die Lebenserwartung der übertakteten Bauteile mitunter signifikant sinken.
Durch einen höheren Takt und vor allem die erhöhte Spannung wird die Elektromigration begünstigt, was z. B. als Sudden Northwood Death Syndrome bekannt wurde. Die Verlustleistung steigt linear mit dem Takt und quadratisch mit der Spannung.
Eine weitere Gefahrenquelle ist die entstehende Hitze beim Übertakten. Während bei älteren CPU-Modellen zu hohes Übertakten bzw. zu wenig Kühlung oder Kühlungsausfälle zu Überhitzungsschäden führte, gibt es heute eine Technik namens Throttling („drosseln“), die verhindert, dass der Prozessor zu heiß wird, indem sie Takte einfach auslässt. Dies kann jedoch dazu führen, dass die Leistung geringer und das Übertakten somit kontraproduktiv wird.

## Kühlung

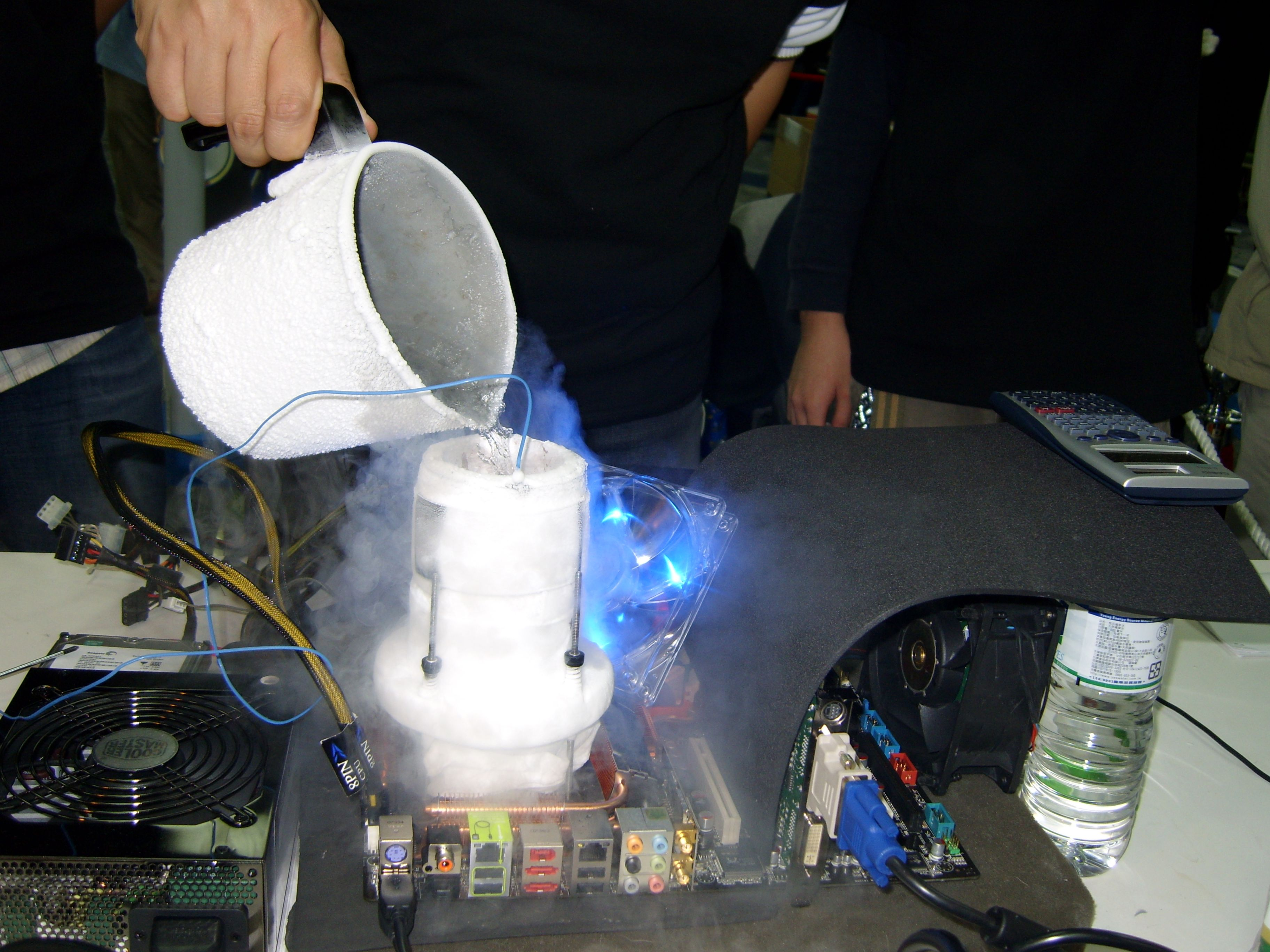
Kühlung beim Übertakten durch flüssigen Stickstoff

Durch die erhöhte Verlustleistung ist zum Übertakten meist eine verbesserte Kühlung notwendig. Dies kann bei Prozessoren durch gute Luftkühler, Wasserkühlungen, Kompressorkühlungen, Trockeneis und flüssigen Stickstoff erreicht werden. Trockeneis und Stickstoff werden aber hauptsächlich zum Erzielen von Übertaktungsrekorden verwendet.

## Rekordjagd
Einige Übertakter arbeiten profitorientiert, meist für einschlägige Websites, die sich durch Werbung finanzieren. Das Ziel ist, CPUs möglichst hoch zu übertakten. Dabei gibt es verschiedene Kategorien, sowohl bei der Kühlung (z. B. keine Einschränkung, Wasserkühlung, Luftkühlung) als auch bei der notwendigen Stabilität (z. B. BIOS bootbar, Windows bootbar (meist bis zum Erscheinen der GUI), Prime-stable). Außerdem wird nach CPU-Hersteller, Prozessortyp und Chipsatz unterschieden. Zusätzlich gibt es noch Rekordversuche, bei denen es nicht um eine möglichst hohe Taktrate geht, sondern um das beste Abschneiden in bestimmten Benchmarks, z. B. 3DMark, Super PI oder SiSoft Sandra.

### Rekorde
2013 wurde ein Intel Celeron D 347 von 3.066 MHz auf über 8.398,07 MHz übertaktet. Das war zu dem Zeitpunkt der Weltrekord für Intel-Prozessoren.
AMD stellte kurz vor der offiziellen Präsentation der AMD-Bulldozer-Reihe einen Rekord vor, ein AMD FX-8150 wurde auf 8.429,4 MHz übertaktet. Gekühlt wurde dabei mit Flüssighelium.